# 建武 (西燕)
建武（けんぶ）は、五胡十六国時代、西燕の君主慕容忠の治世で使用された元号。386年3月 - 9月。

## 西暦・干支との対照表
| 建武 | 元年  |
| 西暦 | 386年 |
| 干支 | 丙戌  |